# بوبي كرويشانك
بوبي كرويشانك (بالإنجليزية: Bobby Cruickshank)‏ هو لاعب غولف أمريكي، ولد في 16 نوفمبر 1894 في Grantown-on-Spey ‏ في المملكة المتحدة، وتوفي في 27 أغسطس 1975 في دلراي بيتش في الولايات المتحدة.